# 兩岸漁業衝突
兩岸漁業衝突，是指中華民國（臺灣）與中華人民共和國（中國大陸）雙方海域的漁業衝突，也是海峽兩岸關係的一部份。

## 背景
- 1992年7月，公布《臺灣地區與大陸地區人民關係條例》。第二十九條授权中華民國國防部公告“臺灣地區限制或禁止水域”范围。10月7日，中華民國國防部公告“臺灣地區限制或禁止水域”范围[1]:33。
- 1998年6月24日，中華民國國防部第一次修正“臺灣地區限制或禁止水域”范围[1]:33。
- 2004年6月7日，中華民國國防部第二次修正“臺灣地區限制或禁止水域”范围[1]:33。公告《限制、禁止水域圖》，分別對台澎地區、金門地區、馬祖地區、烏坵地區、東引地區、南沙地區及東碇島做繪製。[2]
- 2016年7月1日，行政院海岸巡防署實施《護永專案》，推動海洋保育，並取締越界漁船。[3]

## 統計
| 《護永專案》取締越界中國大陸籍漁船統計 | 《護永專案》取締越界中國大陸籍漁船統計 | 《護永專案》取締越界中國大陸籍漁船統計 | 《護永專案》取締越界中國大陸籍漁船統計 | 《護永專案》取締越界中國大陸籍漁船統計 | 《護永專案》取締越界中國大陸籍漁船統計 |
| 期間                                   | 驅離（艘）                             | 扣留（艘）                             | 裁罰（艘）                             | 裁罰金額（新台幣）                     | 沒入（艘）                             |
| -------------------------------------- | -------------------------------------- | -------------------------------------- | -------------------------------------- | -------------------------------------- | -------------------------------------- |
| 2016年7月                              | 27                                     | 6                                      | 4                                      | 5400                                   | 1                                      |
| 2016年8月                              | 154                                    | 21                                     | 18                                     | 19950                                  | 2                                      |
| 2016年9月                              | 129                                    | 5                                      | 5                                      | 3600                                   | 1                                      |
| 2016年10月                             | 90                                     | 16                                     | 12                                     | 10350                                  | 0                                      |
| 2016年11月                             | 35                                     | 8                                      | 6                                      | 6600                                   | 3                                      |
| 2016年12月                             | 70                                     | 4                                      | 4                                      | 3900                                   | 0                                      |
| 2017年1月                              | 76                                     | 9                                      | 9                                      | 10800                                  | 5                                      |
| 2017年2月                              | 47                                     | 5                                      | 2                                      | 1800                                   | 0                                      |
| 2017年3月                              | 82                                     | 8                                      | 0                                      | 0                                      | 2                                      |

## 歷史事件
- 1990年8月11日，閩平漁事件發生。
- 1991年7月21日，閩獅漁事件發生。
- 2014年1月17日，中國大陸籍貨船「新康輝號」，未經申請許可，進入金門西北方限制水域，經行政院海岸巡防署海洋巡防總局第九（金門）海巡隊取締，貨船人員依法處罰新台幣100萬元以上。[5]
- 2016年8月15日，中國大陸籍漁船「閩龍漁66640號」，在彭佳嶼東北方海域19.7浬處進行捕撈作業，經海巡人員取締，發現船上滿載400公斤漁獲。同日，中國大陸籍漁船「閩龍漁60364號」，在彭佳嶼東北方海域23浬處進行捕撈作業，經海巡人員取締，發現船上滿載500公斤漁獲。[6]
- 2016年8月25日，中國大陸籍漁船「閩東漁69536號」，在花嶼海域越界進行捕撈作業，經第八（澎湖）海巡隊行駛PP-10061巡防艇驅離無效後，將其開罰。[7]
- 2016年11月8日，中國大陸籍漁船「閩東漁61292號」，在花嶼西北方海域11.6浬處越界進行捕撈作業，經澎湖海巡隊行駛PP-10038巡防艇取締，漁船蛇行逃逸拒檢，甚至2度意圖衝撞巡防艇，直到海巡隊發射震撼彈，才控制局面。[8]
- 2017年2月4日，中國大陸籍漁船「閩長漁24188號」，在彭佳嶼西北方海域約20浬處越界進行捕撈作業，經海巡人員取締，發現船上滿載2000公斤漁獲，且該船已有遭驅離5次的紀錄。[9]同日，中國大陸籍漁船「閩獅漁07605號」，在台中港西北方海域22浬處越界進行捕撈作業，經台中海巡隊行駛PP-2037巡防艇取締，該船已有遭驅離2次的紀錄；最後由臺灣臺中地方法院檢察署裁處漁船人員每人新台幣9萬1千元罰款，共新台幣340多萬元。[10]
- 2017年5月6日，中國大陸籍漁船「南澳31049號」，在花嶼西北方海域20.4浬處（座標：23°32′00″N 118°58′00″E / 23.533333°N 118.966667°E）越界進行捕撈作業，且為休漁期期間內；上午5點20分，由澎湖海巡隊PP-10038巡防艇取締，並廣播數十次告知漁船受檢，但漁船仍蛇行逃逸拒檢，漁工甚至攀爬到船舷邊當人肉盾牌，最後海巡隊射擊5發橡膠子彈嚇阻；5點41分，海巡隊順利登檢漁船，並將2名受傷漁工送往三軍總醫院澎湖分院醫治，同時將漁船押返。[11][12]
- 2024年2月14日下午一時多一艘越界、闖入金門海域捕魚的中國大陸籍快艇遭駔紮於中華民國福建省金門縣內的中華民國海巡署第九海巡隊查緝，惟此船拒檢逃離時蛇行翻覆，導致4名船員落海，其中2人送醫後不治。[13]
- 2024年7月2日晚間爆發大進滿88號強制查扣事件。

## 各界反應
- 2014年10月23日，時任行政院院長江宜樺在聽取海巡署報告後表示，簽署《兩岸漁業協議》，有助穩定兩岸漁業及海域秩序。[14]
- 2015年1月23日，時任馬英九總統表示：「雖然中國大陸與我方不太願意簽署漁業協議，以免碰觸到疆界、海域這些敏感話題，但台灣在執法上卻沒有任何困難」。[15][16]